# Neoneli
Neoneli là một đô thị ở tỉnh Oristano trong vùng Sardinia, có khoảng cách khoảng 100 km về phía bắc của Cagliari và cách khoảng 35 km về phía đông bắc của Oristano. Tại thời điểm ngày 31 tháng 12 năm 2004, đô thị này có dân số 776 người và diện tích là 47.9 km².
Neoneli giáp các đô thị: Ardauli, Austis, Nughedu Santa Vittoria, Ortueri, Sorgono, Ulà Tirso.